# Mia Oremović
Mia Oremović (ur. 31 lipca 1918 w Požedze, zm. 24 lipca 2010 w Križevci) – jugosłowiańska i chorwacka aktorka teatralna, filmowa i telewizyjna.

## Role filmowe
- 1952: List (U oluji) – Rose
- 1957: Powrócę (Vratiću se) – Marija, pracownica muzeum
- 1968: 2 mamy, 2 ojców (Imam dvije mame i dva tate) – pierwsza mama
- 1970: Kto śpiewa – nie grzeszy (Tko pjeva zlo ne misli) – ciocia Mina
- 1973: Życie dla miłości (Živjeti od ljubavi) – Julija, żona doktora
- 1984: Inspektor Vinko (Inspektor Vinko) – Računovotkinja (serial TV)
- 1985: Antycasanova (Anticasanova) – starsza sąsiadka
- 1986: Wieczorne dzwony (Večernja zvona) – ciotka Meiry
- 1991: Pamiętna noc (Memories of Midnight) – Madame Piris (serial TV)
- 1999: Četverored – gość
- 2001: Królowa nocy (Kraljica noći) – kwiaciarka